# ألفرد دويغ
ألفرد دويغ هو سياسي كندي، ولد في 15 مارس 1855 في تورونتو في كندا، وتوفي في 2 مايو 1939 في Glenboro ‏ في كندا.